# Longlaville
Longlaville és un municipi francès situat al departament de Meurthe i Mosel·la i a la regió del Gran Est. L'any 2007 tenia 2.481 habitants.

## Demografia

### Població
El 2007 la població de fet de Longlaville era de 2.481 persones. Hi havia 1.040 famílies, de les quals 383 eren unipersonals (161 homes vivint sols i 222 dones vivint soles), 237 parelles sense fills, 312 parelles amb fills i 108 famílies monoparentals amb fills.
La població ha evolucionat segons el següent gràfic:
Habitants censats

### Habitatges
El 2007 hi havia 1.158 habitatges, 1.070 eren l'habitatge principal de la família, 11 eren segones residències i 77 estaven desocupats. 594 eren cases i 539 eren apartaments. Dels 1.070 habitatges principals, 533 estaven ocupats pels seus propietaris, 510 estaven llogats i ocupats pels llogaters i 27 estaven cedits a títol gratuït; 60 tenien una cambra, 94 en tenien dues, 211 en tenien tres, 336 en tenien quatre i 369 en tenien cinc o més. 552 habitatges disposaven pel capbaix d'una plaça de pàrquing. A 539 habitatges hi havia un automòbil i a 333 n'hi havia dos o més.

### Piràmide de població
La piràmide de població per edats i sexe el 2009 era:
| Homes | Edats   | Dones |
| ----- | ------- | ----- |
| 0     | 95 o +  | 0     |
| 0     | 90 a 94 | 12    |
| 16    | 85 a 89 | 24    |
| 12    | 80 a 84 | 16    |
| 36    | 75 a 79 | 52    |
| 56    | 70 a 74 | 72    |
| 56    | 65 a 69 | 64    |
| 84    | 60 a 64 | 64    |
| 56    | 55 a 59 | 88    |
| 48    | 50 a 54 | 52    |
| 80    | 45 a 49 | 76    |
| 68    | 40 a 44 | 80    |
| 112   | 35 a 39 | 128   |
| 104   | 30 a 34 | 100   |
| 100   | 25 a 29 | 96    |
| 60    | 20 a 24 | 40    |
| 80    | 15 a 19 | 60    |
| 60    | 10 a 14 | 56    |
| 88    | 5 a 9   | 68    |
| 68    | 0 a 4   | 80    |

## Economia
El 2007 la població en edat de treballar era de 1.562 persones, 1.148 eren actives i 414 eren inactives. De les 1.148 persones actives 1.023 estaven ocupades (546 homes i 477 dones) i 125 estaven aturades (54 homes i 71 dones). De les 414 persones inactives 88 estaven jubilades, 121 estaven estudiant i 205 estaven classificades com a «altres inactius».

### Ingressos
El 2009 a Longlaville hi havia 1.015 unitats fiscals que integraven 2.245,5 persones, la mediana anual d'ingressos fiscals per persona era de 16.204 €.

### Activitats econòmiques
Dels 88 establiments que hi havia el 2007, 1 era d'una empresa extractiva, 3 d'empreses alimentàries, 7 d'empreses de fabricació d'altres productes industrials, 4 d'empreses de construcció, 28 d'empreses de comerç i reparació d'automòbils, 1 d'una empresa de transport, 7 d'empreses d'hostatgeria i restauració, 7 d'empreses financeres, 1 d'una empresa immobiliària, 10 d'empreses de serveis, 12 d'entitats de l'administració pública i 7 d'empreses classificades com a «altres activitats de serveis».
Dels 21 establiments de servei als particulars que hi havia el 2009, 1 era una oficina de correu, 1 una oficina bancària, 3 tallers de reparació d'automòbils i de material agrícola, 2 autoescoles, 1 paleta, 1 fusteria, 2 lampisteries, 4 perruqueries, 4 restaurants i 2 salons de bellesa.
Dels 12 establiments comercials que hi havia el 2009, 3 eren botiges de menys de 120 m², 2 fleques, 1 una fleca, 1 una peixateria, 1 una llibreria, 1 una botiga d'equipament de la llar, 2 botigues d'electrodomèstics i 1 una joieria.

## Equipaments sanitaris i escolars
L'únic equipament sanitari que hi havia el 2009 era una farmàcia.
El 2009 hi havia 1 escola maternal i 1 escola elemental. A Longlaville hi havia 1 col·legi d'educació secundària i 1 liceu tecnològic. Als col·legis d'educació secundària hi havia 219 alumnes i als liceus tecnològics 319.

## Poblacions més properes
El següent diagrama mostra les poblacions més properes.